# Espostoa mirabilis
Espostoa mirabilis es una especie de plantas en la familia Cactaceae. Es endémica de Huánuco en Perú en las regiones de Amazonas, Cajamarca y La Libertad en el desfiladero del río Marañón común en altitudes 1000-1600 metros. Es una especie común en algunos lugares localizados.

## Descripción
Espostoa mirabilis crece arbustiva con forma de árbol y alcanza los 2-4 metros de altura. Los tallos cilíndricos, densamente cubiertos de espinas negras con 9 cm de diámetro y están cubiertos en la punta del brote con lana blanca densa. Tiene de 16 a 25 costillas en las que están muy juntas las areolas. Tiene una sola espina central de color gris, que puede estar ausente, de 2 a 5 cm (raramente a 7 centímetros) de largo.  Las 40 espinas radiales en forma de agujas finas tienen una longitud de 4 a 7 mm. El cefalio de hasta 2 metros de largo es dorado a marrón rojizo. Las flores blancas miden hasta 5,5 centímetros de largo. El fruto de color rojo-sangre tiene una longitud de 1,5 a 3 centímetros y un diámetro de 1,5 a 2cm.

## Taxonomía
Espostoa mirabilis fue descrita por Friedrich Ritter y publicado en Taxon 13(4): 143. 1964.
Etimología
Espostoa: nombre genérico fue nombrado en honor de Nicolas E. Esposto, botánico vinculado con el Colegio Nacional de Agricultura de Lima.
mirabilis epíteto latino que significa "maravillosa, estraordinaria".
Sinonimia
- Espostoa baumannii Knize
- Espostoa baumannii var. arborescens Knize
- Espostoa mirabilis var. primigena F.Ritter
- × Espostocactus baumannii (Kníze) G.D.Rowley	[4]